# Fencibles United AFC
Il Fencibles United AFC è una società calcistica semiprofessionistica neozelandese con sede a Howick/Pakuranga, Auckland, una delle più grandi società di calcio in Nuova Zelanda.
Attiva nella promozione del calcio, annovera numerose formazioni tra settori giovanili e calcio femminile, tra le quali quella più competitiva è la squadra femminile che partecipa alla Northern League, secondo livello del campionato femminile nazionale, mentre la maschile è iscritta alla Lotto Sport Italia NRFL Division 2, quarto livello del campionato neozelandese di calcio.